# Référendum srilankais de 1982
Le Référendum srilankais de 1982 a eu lieu le 22 décembre 1982 au Sri Lanka. C'est le premier et unique référendum à avoir eu lieu dans le pays.
La population est amenée à se prononcer pour allonger la durée du parlement en cours pour 6 années de plus. La particularité de cette législature est que le parti au pouvoir, l'United National Party, possède plus des deux-tiers des sièges législatifs possibles (140 chaises sur 168), ce qui donne les pleins pouvoirs au président Junius Richard Jayewardene.

## Contexte
En 1972, Sirimavo Bandaranaike instaure une nouvelle constitution qui change le statut du Dominion de Ceylan en République. Le poste de Président est créée, mais n'est que représentatif.
En 1977, les élections législatives donnent deux-tiers des sièges législatifs (140 chaises sur 168) à l'United National Party. Junius Richard Jayewardene a les pleins pouvoirs (exécutif, legislatif et constitutionnel), ce qui lui permet de modifier la constitution à sa guise.
En 1978, Junius Richard Jayewardene, premier ministre exécutif, change entièrement la constitution, et déplace les pouvoirs exécutifs du poste de Premier ministre, au poste de Président. Il devient alors président sans passer par des élections.
En 1981, selon la nouvelle constitution, la première élection présidentielle est prévu en fin d'année 1983, mais le parti au pouvoir, l'United National Party, décidera d'avancer l'élection présidentielle en octobre 1982, soit avant les élections législatives supposées en 1983.
En 1982, Junius Richard Jayewardene gagne l'élection présidentielle le 20 octobre 1982. Moins de 3 mois avant le référendum.
L'assemblée élue lors des élections législatives de 1977 doit expirer en 1983. Sachant que le président possède une super-majorité écrasante (140 chaises, et le parti de l'opposition n'en a que 18), il a donc proposé un référendum pour prolonger la vie du Parlement, qui lui permettait de conserver les pleins-pouvoirs.

## Mise en place
Le projet de référendum a été présenté au parlement le 5 novembre 1982. Sachant que plus des deux-tiers des chaises étaient possédé par des membres de l'United National Party, le projet de référendum est accepté. 
Appapillai Amirthalingam, membre du Tamil United Liberation Front, et chef du parti de l'opposition, a déclaré au parlement que son parti s'opposerait au projet de référendum, mais tous les membres de son parti se sont abstenus de voter. 
Les seuls votes contre ce référendum ont été 3 voix du Sri Lanka Freedom Party, Lakshman Jayakody, Anura Bandaranaike et Ananda Dassanayake; et 1 voix du Parti communiste du Sri Lanka, Sarath Muttetuwegama.
Le projet de loi a été adopté par la majorité requise des deux tiers, avec 142 voix pour et quatre voix contre.

## Référendum
À la suite de l'approbation du projet de loi par le parlement, le président Jayawardene a publié un bulletin le 14 novembre 1982 demandant à Chandrananada de Silva, le commissaire aux élections, de tenir un référendum national le 22 décembre 1982. Aux urnes, les électeurs devaient recevoir un bulletin de vote contenant la question suivante :

« Approuvez-vous le projet de loi intitulé Quatrième amendement à la Constitution publié dans la Gazette extraordinaire n°218/23 du 13 novembre 1982, qui prévoit notamment que, sauf dissolution anticipée, le Parlement continuera jusqu'au 4 août 1989, et ne sera pas dissous en août 1983 ? »

Les électeurs ont ensuite été invités à voter soit «oui» ou «non». Selon la loi référendaire n°7 de 1981, qui a été certifiée par Jayawardene le 27 février 1981, pour que le référendum passe, il devait remplir l'une des deux conditions : 
- Si plus des deux tiers des électeurs inscrits participait au référendum, une majorité simple devait voter «oui».
- Si moins des deux tiers des électeurs inscrits votaient au référendum, en plus de la majorité simple votant «oui», au moins un tiers des électeurs inscrits devaient voter «oui».

Prétendant que des membres du SLFP ont conspiré pour l'assassiner, Jayawardene a imposé un état d'urgence sur le pays après les élections présidentielles d'octobre 1982. Même s'il n'y avait aucun signe de problème, le référendum de décembre est devenu le premier vote au Sri Lanka à avoir lieu alors que le pays était sous l'état d'urgence.
Les partis de l'opposition ont fait campagne pour faire échec au référendum. Bien que l'ancien premier ministre Sirimavo Bandaranaike ait été déchu de ses droits civiques, elle a été autorisée à diriger la campagne de l'opposition. Elle a organisé cinq ou six réunions par jour, attirant de grandes foules. Elle a été rejointe par une variété de partis d'opposition, y compris les partis tamouls et les partis communistes. Bien qu'ils aient divergé d'opinion sur la plupart des autres questions, ils se sont rassemblés en vue du référendum.
Jayawardene a également fait campagne vigoureusement à l'appui du référendum, soutenant qu'il était parfois nécessaire de s'engager dans ce qui peut sembler être des mesures antidémocratiques dans les intérêts plus larges de la nation. Il a également averti que la tenue d'élections législatives donnerait un pouvoir accru à des personnes qu'il a qualifiées d'extrémistes. Il a également tenté de faire passer le référendum comme un vote de confiance sur les politiques économiques de droite de son gouvernement .
Le référendum a eu lieu le 22 décembre 1982. Le taux de participation aux élections était de 70,82 %, sur un total de 8 145 015 Sri-Lankais éligibles à voter. Plus de 54 % ont voté en faveur de la prolongation de la vie du parlement, une augmentation par rapport aux 52 % de Jayawardene obtenus à l'élection présidentielle 3 mois auparavant. C'était en dépit d'une grande majorité des électeurs dans les régions à majorité tamoule du pays qui ont voté contre le référendum. Au total, les majorités dans les 120 des 168 districts électoraux ont voté en faveur du référendum.